# Sotonizam
Sotonizam je kvazireligijski pokret u kojem se štuje Sotona. Obredi i svjetonazor sotonizma se temelje se suprotstavljanju kršćanstvu i kršćanskim obredima. Sotonizam se dijeli na ateistički sotonizam, vjerski sotonizam i LaVeyev sotonizam.
Podijeljen je na one koji se izruguju s kršćanskim obredima i moralnim vrijednostima i na one koji Sotonu vide kao duhovno biće. Povijesni sotonizam se sastoji u vjerovanju u judeokršćanskog Vraga, kao na utjelovljenje apsolutnog zla.
Sotonistička praksa se sastoji u izrugivanju kršćanske mise i prizivanju demona. Sotonistički pokreti ne zastupaju prakticiranje zla već promiču ekstremne oblike individualizma i egoizma. Također odbacuju abrahamske religije kao licemjerne i represivne.
Suvremenom sotonizmu su prethodili različiti pojedinci i skupine koji su se bavili ezoterijom, okultizmom i magijom s težnjom spoznaje viših istina i zadobijanju posebnih moći. Hereza srednjeg vijeka uključivala je neke oblike štovanja đavla.

## Povijest
Porijeklo sotonizma nije posve definirano. Prema nekim izvorima smatra se da je francuski časnik Gilles de Rais (1404. – 1440.) jedan od prvih osnivača. Rais, koji je 1440. godine optužen i pogubljen zbog čarobnjaštva, kanibalizma i sadizma, i koji se prema nekim izvorima ubraja među tzv. "povijesne vampire", svakako je jedna od prvih osoba koje povijest bilježi kao primjer demonopoklonstva.
Procvat sotonizma se javlja u Francuskoj za vrijeme kralja Luja XIV. (1638. – 1715.). U Lingurgu su djelovali u drugoj polovici 18. stoljeća vrlo surova grupa sotonista (nazivali se "Jarci"), a koji su održavali obrede crnih misa, popraćene zločinima, mučenjima i silovanjima. Preko 400 pripadnika ove skupine bilo je uhvaćeno i obješeno, ali oni ipak nisu nestali sve do 1780. godine.
Prva knjiga o sotonizmu "Grimorij pape Honorija" tiskana je u 17. stoljeću, iako je najvjerojatnije puno starija. Radi se o priručniku u kojem su sakupljene upute za održavanje crnih misa pomoću kojih se priziva demon. Dolazi do velikog širenja sotonizma i održavanja crnih misa koje obično vode iskvareni svećenici koji na misama održavaju seksualno-magijske orgije. Takvi rituali bili su najčešće u Francuskoj i odvijali se pod pokroviteljstvom ljubavnice Luja XIV., madamme de Montespan (1641. – 1707.), a održavala ih je okultistkinja La Voisin (o.1640. – 1680.) i opat (fr. abbé) Etienne Guibourg (o.1610. – 1686.).
Najpoznatiji sotonistički obredi održavali su se u 19. stoljeću u Francuskoj, a vodio ih je opat Boullan (1824. – 1893.) koji je bio vođa ogranka karmelićanske crkve i navodno je prakticirao crnu magiju i žrtvovanja djece. Širenju novog vjerskog poretka stao je u kraj 1847. Papa koji je izopćio ovaj red i njegove sljedbenike. Osnivač ovog ogranka, Eugene Vintras, optužen je za izvođenje crnih misa koje je vodio gol, masturbirajući za vrijeme molitve za oltarom, te za homoseksualnost.
Boullan je skupa sa svojom ljubavnicom, časnom sestrom Adele Chevalier, pobjegao iz samostana, imali su dvoje djece, a Boullan se specijalizirao za istjerivanje demona metodama koje su uključivale i mješavinu ljudskog izmeta i hostije koju je opsjednuta osoba morala progutati. Na jednoj od crnih misa žrtvovao je i jedno od svoje djece. Vjerovao je da se prvobitni grijeh Adama i Eve može iskupiti samo upražnjavanjem seksa s inkubusima i sukubusima, odnosno seksualnim demonima. Stanislas de Guaita, inače pripadnik njegove grupe, autor je djela "Sotonin hram", a bio je u stalnom sukobu s Boullanom, a neki smatraju da je i odgovoran za njegovu smrt (Boullan je naime umro od srčanog udara).

## Teistički sotonizam
Teistički sotonizam (poznat kao tradicionalni sotonizam, spiritualni sotonizam ili štovanje Vraga) je oblik sotonizma s osnovnim vjerovanjem da je Sotona stvarno božanstvo ili sila. Ostale karakteristike teističkog Sotonizma mogu biti vjerovanje u magiju, koja se provodi putem rituala.

### Luciferijanstvo
Luciferijanstvo ili luciferizam je sustav vjerovanja ili intelektualnog uvjerenja koji štuje bitne i inherente karakteristike Lucifera. Luciferizam se često poistovjećuje kao pomoćna vjera ili pokret sotonizma, zbog povezivanja Lucifera sa Sotonom. Neki Luciferijanisti prihvaćaju ovo povezivanje i prihvaćaju Lucifera kao dobru ili prosvijetljenu stranu Sotone. Drugi to osporavaju, iznoseći argument da je Lucifer više pozitivniji i manje agresivan lik od Sotone. Oni su inspirirani drevnim mitovima iz Egipta, Rima i Grčke, gnosticizma i tradicionalnog zapadnog okultizma.
LaVeyan sotonizam je filozofija (sljedbenici ga ne smatraju religijom) koju je Anton Szandor LaVey osnovao 1966. godine. Njegova učenja se temelje na individualizmu, epikurejizmu, i moralnom načelu "oko za oko". Za razliku od teističkih sotonista, LaVeyan Sotonisti vide Sotonu kao simbol čovjekove unutarnje naravi.

### Joy of Satan
Joy of Satan ("Radost Sotone") naziv je za internetsko mjesto i ezoteričnu okultnu skupinu koje je početkom 21. stoljeća osnovala Maxine Dietrich (pravog imena Andrea Maxine Dietrich), supruga Clifforda Herringtona, suosnivača američke neonacističke organizacije National Socialist Movement i njezin bivši predvodnik. U svojoj analizi Jennifer Crepuscolo iz Zajednice talijanskih sotonista tvrdi da je Joy of Satan zaslužan za stvaranje naziva "spiritualni sotonizam" za ono što se dotad nazivalo teističkim sotonizmom; komentirala je da je taj potez bio prava "moralna pljuska" ranijem materijalističkom lavejanskom sotonizmu i da je time u središte pozornosti doveo duhovnu evoluciju. Uvjerenja Joy of Satana čine jedinstven spoj teističkog sotonizma, nacizma, gnostičko neopoganstvo, zapadnjačka ezoterija, teorije urote o NLO-ima i hipoteze o izvanzemaljcima nalik na one koje su popularizirali Zaharija Sitčin i David Icke.
Članovi Joy of Satana uglavnom su politeisti i vjeruju da je Sotona jedan od brojnih božanstava. Iako Joy of Satan smatra da su Sotona i demoni božanstva, sama se božanstva smatraju visoko razvijenim, nestarećim, svjesnim i moćnim čovjekolikim izvanzemaljskim bićima. Sotona i brojni demoni izjednačavaju se s božanstvima drevnih kultura, među kojima se sumerski bog Enki i jezidski anđeo Malak Taus smatraju Sotonom; interpretacija Enkija u teističkom sotonizmu preuzeta je iz tekstova Zaharije Sitčina, a poimanje Malaka Tausa djelomično je preuzeto iz tekstova Antona LaVeya. Sotona se ne smatra samo važnim božanstvom, nego i moćnim i svjesnim bićem sposobnim za stvaranje ljudske vrste. Joy of Satan također štuje Sotonu kao "istinskog oca i boga stvoritelja čovječanstva" te biće koje donosi znanje i koje želi da se ljudi uzdignu znanjem i spoznajom.
Joy of Satan tvrdi da je jazidizam usporediv sa sotonizmom jer smatra da ih određuju slične osobine; primjerice, sljedbenike jazidizma muslimani nazivaju "pristalicama Šejtana" i smatraju ih sotonistima. Jennifer Crepuscolo pretpostavlja da je lik Malaka Tausa, paunova anđela, nadahnut još starijim poganskim božanstvima, među kojima su Sarasvati, hinduistička božica mudrosti koja jaše na paunu, i bog Indra, koji se pretvara u pauna. Za samu priču o Malaku Tausu Joy of Satan vjeruje da sadrži brojne sotonističke elemente, primjerice opis anđela koji se pobunio protiv abrahamskog boga. Kitam al-džilva, sveti tekst Jazida, Joy of Satan smatra Sotoninim spisom.
Iako je i dalje djelomično popularan kao sekta teističkog sotonizma, Joy of Satanu upućene su brojne kritike zbog povezanosti s National Socialist Movementom te rasnih stavova u koje spada antisemitizam, protivljenje židovstvu i kršćanstvu te antisemitske teorije zavjere. Veći dio njegovih vjerovanja u izvanzemaljce, meditaciju i telepatsko kontaktiranje s demonima postao je popularan među novijim oblicima teističkog sotonizma koji ne slijede LaVeyev nauk. Prema istraživanju Jespera Petersena iz 2014. internetske stranice Joy of Satana uvelike su poznatije od ostalih internetskih stranica o teističkom sotonizmu.

## Nova era
Najveći sotonistički pokret modernog doba započeo je šezdesetih godina dvadesetog stoljeća pod vodstvom Antona Szandora LaVeya (1930-1997.) koji je 1966. osnovao Sotonističku crkvu u San Franciscu i čije je djelovanje privuklo veliku pažnju javnosti. U mladosti je radio u cirkusu kao krotitelj lavova, a to ga je iskustvo kako je kasnije i sam tvrdio, poučilo o postojanju unutrašnjih moći i magije. Sljedeće zanimanje mu je bilo to što se pridružio putujućoj skupini u kojoj je radio kao pomoćnik mađioničara. Radio je zatim i kao fotograf za policiju, ali je uznemiren nasiljem koje je vidio napustio taj poziv i počeo svirati pianino po raznim noćnim klubovima. U to vrijeme počinje pohađati razne tečajeve o okultnom u kojima će naučiti mnogo o obredima koje su održavali templari, članovi Hellfire kluba, hermetisti, članovi Zlatne zore i Aleister Crowley (1875. – 1947.); obredi su se LaVeyu izuzetno svidjeli pa ih je i sam počeo prakticirati.
Ubrzo razvija vlastiti sotonistički svjetonazor, prihvaćajući demona kao prirodnu silu i pravu ljudsku prirodu koja je požudna, sklona pretjeranom ponosu, hedonizmu i svojeglavosti, atributima zbog kojih se društvo razvija. Smatrao je da ne treba nijekati tjelesne potrebe, već ih slaviti, a sve one koji se protive takvom poretku treba prokleti. Na Valpurginu noć, 30. travnja 1966. godine, LaVey je obrijao glavu i proglasio se osnivačem Sotonističke crkve koja je vrlo brzo dobila veliki broj članova (na vrhuncu svog djelovanja čak 25.000), a njegova žena Dianne postala je visokom svećenicom Crkve. S vremenom je odbacio crne mise vjerujući da su zastarjele, reorganizirajući metode i koristeći za rituale enokijanski magijski jezik koji je usvojio od Crowleya. Krajem 1960-ih i početkom 1970-ih godina, LaVey se više-manje povlači iz vodstva crkve i počinje pisati, objavivši tako "The Satanic Bible" 1966. g., "The satanic Rituals" 1972., a treća je "The Complete Witch", prva knjiga ove vrste objavljena u Europi.
Sredinom sedamdesetih, Crkva gubi veliki broj članova koji osnivaju novi sotonistički ogranak, Setov hram. LaVeyova crkva doživljava svoj novi procvat 1980-ih, ali tada LaVey više nije bio aktivni član. Setov hram osnovan je također u San Franciscu, a štovali su egipatskog boga Seta koga nisu smatrali demonom već samo prototipom po kojem je osmišljen lik Sotone.
Prema njihovom vjerovanju, Set kroz stotine generacija pokušava pripremiti ljude za novi stupanj razvoja, a vrijeme za to je upravo stiglo. Prethodila su mu tri najvažnija događaja: prvi se dogodio 1904. kad je Crowley primio "Knjigu zakona", drugi kad je 1966. osnovana Sotonistička crkva i treći, posljednji, zbio se 1975. osnivanjem Setovog hrama. Po njima samo su članovi Setovog hrama trebali preživjeti tu promjenu poretka.
Najpoznatiji nedavni slučaj koji je uključivao svećenike, bio je slučaj Geralda Robinsona, katoličkog svećenika koji je ubio časnu sestru prilikom sotonskog rituala 1980. godine.
Suvremeni sotonizam je uglavnom američki fenomen, koji svoje ideje širi najviše putem interneta. Devedestih godina sotonizam se počeo pojavljivati i u Europi. U Poljskoj ima od 20 do 40 tisuća sotonista.

## Sotonizam u literaturi
Najpoznatiji predstavnik je francuski književnik Marquis Donatien Alfonse Francois de Sade (1740. – 1814.)

## Sotonizam u glazbi
Sotonizam je glavna tema glazbenog žanra black metal, a simboli antikršćanstva, Antikrista i sotonizma pojavljuju se i u death metalu. Obožavatelji u pravilu nisu sotonisti, a cilj umjetnika je u prvom redu stvaranje provokacije, često s komercijalnom namjerom.

## Vanjske poveznice
|  | Zajednički poslužitelj ima još gradiva o temi Sotonizam |